# رشته مروارید

روجلد رشتهٔ مروارید چاپ ۱۳۸۸

رشته مروارید (به کردی سورانی: رشتهٔ مرواری) نام کتابی کردی است نوشتهٔ علاءالدین سجادی. که شامل ضرب‌المثلها، جوک و قصه‌های کوتاه است.